# Подляшье
Подля́шье (также Подля́сье, Подля́сия, Подля́хия; пол. Podlasie, Podlasze; бел. Падляшша, Падляссе; укр. Підляшшя, Підлісся, лат. Podlachia) — историко-географическая область на белорусско-польском пограничье между Холмщиной (на юге) и рекой Нарев (на севере). Жители области называются подляшуками (укр. підлящук) либо подласянами, подлашанами (пол. podlasianie, podlaszanie).

## Этимология
Одна из версий этимологии этого топонима связывает его со словом «лес» — аналогично названию соседнего Полесья. Согласно этой версии, в основе лежит словосочетание «Pod lasem» (с пол. — «под лесом»), то есть «Подлесье», «земля под лесом», «земля, покрытая лесом», что обусловлено особенностями местного ландшафта — некогда густыми и обширными лесами.
Другая версия происхождения названия возводит его корни к слову ляхи (лит. lenkai) — этнониму, под которым поляки были упомянуты летописцем Нестором в «Повести временных лет» и были известны на Руси в Средние века. Таким образом, предлагается версия, что наименование Подляшье означает «земля под ляхами», или «край у границ с ляхами». В пользу такой версии говорит название края по-литовски Palenkė (Lenkija по-литовски Польша, а лес — miškas).
Белорусские же (Падляшша — «под ляхами»; Падляссе, Падлессе — «под лесом»), и аналогично украинские и польский варианты не позволяют сделать однозначный вывод.

## География

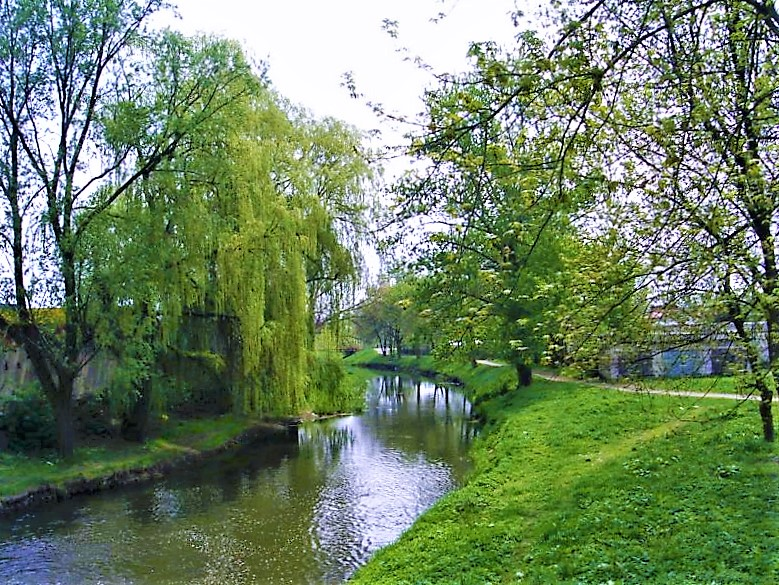
Река Кшна

Историческое Подляшье на севере простиралось до границы Польши с Пруссией, на юге — до реки Влодавка, впадающей в Буг. На юге Подляшье граничило с восточной стороны с Холмщиной, с западной стороны — с Люблинской землей. На востоке территория Подляшья достигала городов Волковыска, Каменца-Литовска и Кобрина, находящихся в современной Белоруссии.
Обычно выделяются две части Подляшья — северная и южная, граница между которыми проходит по реке Буг.
Сегодня в большинстве случаев под Подляшьем подразумевают северо-восточный регион Польши, расположенный в части Подляского воеводства, юго-восточной части Мазовецкого воеводства и северо-восточной части Люблинского воеводства.
Ландшафт Подляшья — это низина, покрытая лесами (Беловежской и Книшинской пущей, Парчевскими и Володавскими лесами).

## История

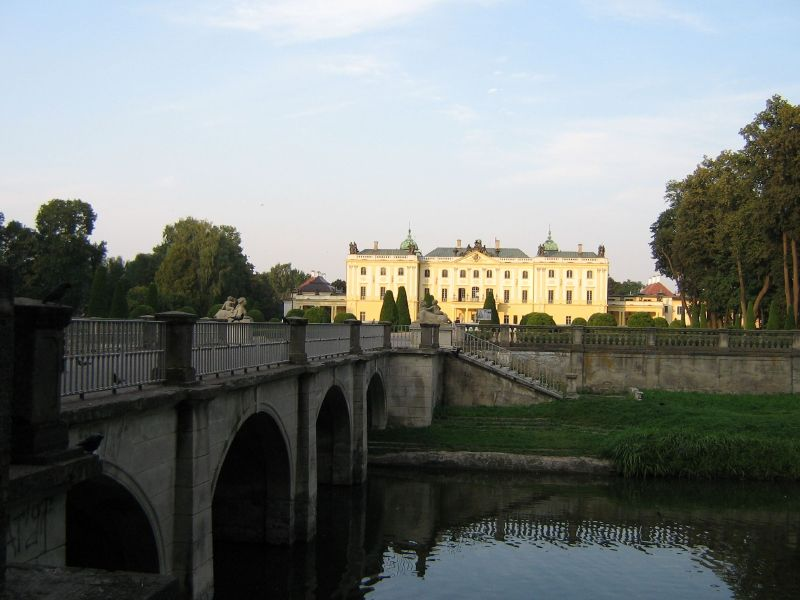
Дворец Браницких в Белостоке

С конца X в. до второй половины XI в. земли Подляшья входили в состав Древнерусского государства, позже в Галицко-Волынское княжество, с XIV в. до второй половины XVI в. находились во владениях Великого Княжества Литовского. В конце XV в. появляется само название «Подляшье», а в начале XVI в. было образовано Подляшское воеводство, закрепившее данное название.
После унии Польши с Литвой в 1569 г. Южное Подляшье перешло в Королевство Польское (Корону), а Северное в составе Брестского воеводства осталось в пределах Великого княжества Литовского до 1795 г. После Брестской унии (1596) православное население Подляшья постепенно перешло в новообразованную грекокатолическую церковь.
После раздела Речи Посполитой в 1795 г. Южное Подляшье вошло в состав Австрии, а Северное отошло к Пруссии. Позже Южное Подляшье принадлежало входящему в состав Российской империи Царству Польскому (Седлецкая и Холмская, затем Люблинская губернии), а Северное относилось к Гродненской губернии. В 1812 году французской оккупационной администрацией был создан белостоцкий департамент с администрацией в Белостоке. С 1815 г. до Первой мировой войны Подляшье, таким образом, входило в Российскую империю. В 1918 г. на эти земли претендовала Белорусская Народная Республика. После Рижского договора Подляшье оказалось под властью Польши. Бо́льшая часть Подляшья в сентябре 1939 г. вошла в состав СССР.
По окончании Второй мировой войны (с августа 1945), когда была определена граница между СССР и Польшей, ряд этнических украинских и белорусских территорий, в том числе Подляшье и Холмщина, были переданы Сталиным Польше.

## Народы Подляшья

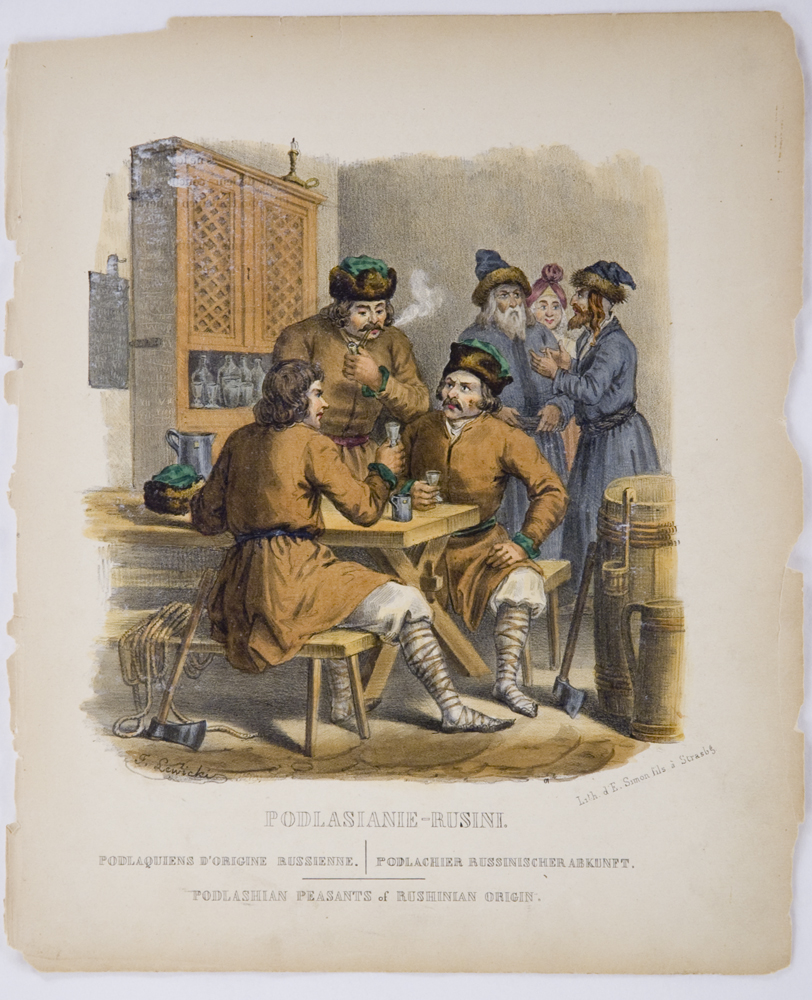
Русины Подляшья

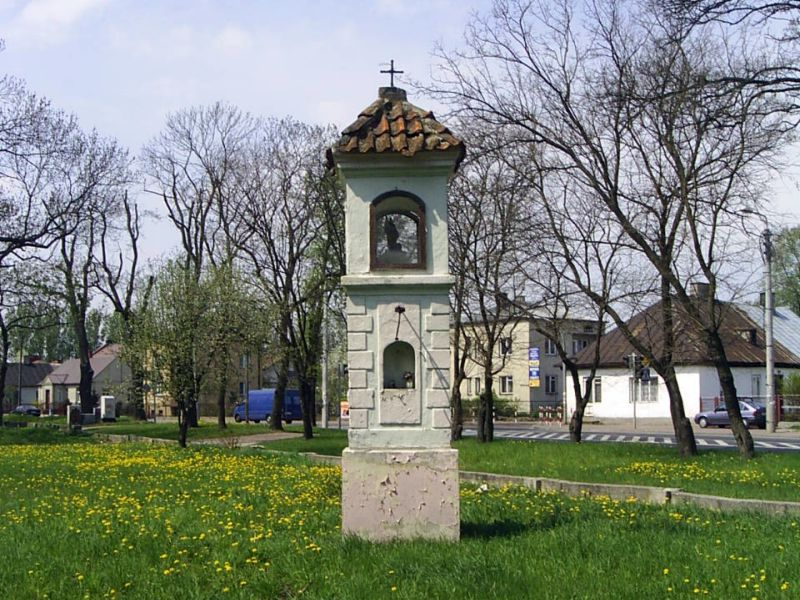
Старая часовня

Во время Первой мировой войны значительная часть украинцев и белорусов с этих земель была переселена вглубь России.
С сентября 1945 г., после установления новой советско-польской границы, правительство Польши приступило к принудительному выселению украинцев на территорию СССР; до августа 1946 г. переселили ок. 483 тыс. украинцев, среди них более 193 тыс. человек с Холмщины и Южного Подляшья. Северное Подляшье выселения в основном обошли стороной, так как многие украинцы отрицали свою украинскую принадлежность, называясь белорусами, и тем самым избежали депортации.
Почти все украинцы, оставшиеся в Польше после завершения принудительного переселения в СССР (более 150 тыс., в том числе около 29 тыс. жителей Холмщины), были в 1947 г. депортированы в северо-западные земли Польши в рамках операции «Висла».
После «оттепели» в 1957 г. на родные земли вернулось около 12 тыс. украинцев, была разрешена деятельность Украинского общественно-культурного товарищества и кружков художественной самодеятельности, обучение родному языку. Многие украинцы, опасаясь новых преследований, перешли в католическое вероисповедание.
В настоящее время в Южном Подляшье украинских национальных организаций не существует. В Северном Подляшье (г. Бельск-Подляски) в 1990 г. было основано Подляшское отделение Объединения украинцев Польши, которое в 1992 г. было преобразовано в Союз украинцев Подляшья (СУП). СУП ведёт активную деятельность, организует ежегодные культурные представления, главным из которых является фестиваль «Підляська осінь». Также действует много кружков художественной самодеятельности. В Белостоке (центре воеводства) транслируются украинские радиопередачи, с 1991 г. выходит журнал «Над Бугом і Нарвою», у которого имеется и свой веб-сайт.
Большинство украиноязычных жителей Подляшья не отождествляют себя с украинской нацией, но характеризуют свою национальность как «местный», «православный», «русский» или «хохол», а в официальных бумагах указывают польскую либо белорусскую национальность, что объясняется политикой Польши межвоенного и послевоенного времени.
Белорусы Подляшья меньше пострадали от этнических чисток и сохранили свои организации, в связи с этим в некоторых районах подляшья доля белорусского населения превышает 80 % (Гмина Чиже, Дубиче-Церкевне) и 40 % (Гмина Клещеле, Бельск-Подляски, Наревка, Нарев, Хайнувка, Орля). Примерно с середины 50-х годов в регионе действует Белорусское Общественно-Культурное Общество (БГКТ — Беларускае Грамадзка-Культурнае Таварыства; BTSK — Białoruskie Towarzystwo Społeczno-Kulturowe), которое во времена ПНР активно сотрудничало с государством, а с начала 1990-х стояло на позициях сотрудничества с официальными белорусскими властями, которое прекратилось в начале 21 столетия. В 1980 была создана Белорусская Ассоциация Студентов (БАС — Беларуская Асацыяцыя Студэнтаў; BAS — Białoruska Asocjacja Studentów). С момента создания ассоциация встала в оппозицию к властям, и в результате после введения военного положения в декабре 1981 года была запрещена. Легальная деятельность была возобновлена после 1989 года. Организация проводит ежегодный популярный фестиваль рок-музыки «Басовище». Также действуют различные локальные организации, занимающиеся образованием, обучением детей, сбором фольклора и т. д. По данным переписи 2002 года, в Польше проживает 48 737 белорусов, из них около 40,6 тысяч человек пользуются белорусским языком в повседневном общении.

## Языки населения
Границы размещения диалектов подляшуков точно пока не определены, так как среди украинских и белорусских учёных нет единства в том, к диалекту какого из этих двух языков относятся подляшские говоры.
По мнению украинских учёных, на территории от Володавы и Острова Люблинского на юге до реки Нарев на севере существует надбужанско-полесский (подляшский) диалект, который относится к северному (полесскому) наречию украинского языка. Украинский подляшский диалект севернее Нарева и на восток от г. Хайнувка перемешивается с белорусским языком. Архаичные украинские говоры, выдвинутые дальше всего на запад, север и северо-восток, соприкасаются и перемешиваются с польским мазурским говором и белорусскими говорами. Уже более 100 лет как большинство из них исчезло, а на их основе возник своеобразный польский подляшский диалект.
Согласно переписи населения Польши 2002 году в Подляском воеводстве Польши (Южное Подляшье) проживает 46 400 человек, которые называют себя белорусами, из них 37 000 относится к группе «подляшев» (Pudlašy), чей язык является одним из диалектов белорусского языка. Населенным пунктом, где проживает больше всего «подляшев», является д. Чижи Подляского воеводства Польши (82% населения).
В культовой сфере православное население сохраняет церковнославянский язык, который воспринимается как культурная ценность, позволяющая сохранить национальную идентичность.

### Тематические сайты
- «Над Бугом і Нарвою» — Український часопис Підляшшя"
- ПроПідляшяя
- Natural tourism (birdwatching) in Podlasie

### Статьи
- Крыжановский Е. М. Сборник статей «Русское Забужье (Холмщина и Подляшье)». Санкт-Петербург, 1911. (в формате djvu)
- Что мы знаем о Подляшье?
- Що ми знаємо про Підляшшя?
- Юрій Гаврилюк. Нація, якої мало не бути, або Українські роздуми на підляській межі
- Юрій Гаврилюк. Українці і білоруська проблема на Підляшші — міфи і факти
- Юрій Гаврилюк. Північне Підляшшя — відродження українства
- Лариса Лукашенко. Доля українського заграниччя: Берестейщина та Підляшшя
- По той бік… — завжди актуальне інтерв’ю про українців Підляшшя
- Сакрат Яновіч. Украінства ў Беластоцкім краі: ілюзіі за грошы (недоступная ссылка)
- Яўген Мірановіч. Асіміляцыя беларусаў Беласточчыны (недоступная ссылка)